# Општа болница Горњи Милановац
Општа болница Горњи Милановац је здравствена установа у систему здравства Србије на подручју Моравичког управног округа која здравствену делатност обавља на секундарном нивоу здравствене заштите, који обухвата специјалистичко-консултативну и болничку здравствену делатност. 

## Положај
Опште болнице се налази у Улици Војводе Милана 37 у Горњем Милановцу градском насељу у Србији у истоименој општини у Моравичком округу. Према попису из 2011. Горњи Милановац је имао 24.216 потенцијална корисника болничких услуга.
Болница се за терцијални ниво здравствене заштите ослања на Клинички центар Србије у Београду, од кога је удаљена аутопутем око 145 километара.

## Историја
У Кнежевини Србији организовану здравствену служба у Деспотовици установио је 1858. године, први лекар у граду (окружни физикус)  доктор медицине Иосиф (Јосиф) Симон. После две године њега је заменио др. Јосиф Светић све до 1864. године. У току 1865. године Горњи Милановац је био без дипломираног лекара, а наредне 1866. године окружни лекар је магистар хирургије Стефан Тренчини.
Град је дуго био само са по једним лекарем све до 1892. године, када је  у Горњем Милановцу оснива Окружна болница, са већим бројем здравственог особља. Први управник Окружне болнице био је Јарослав Кужељ. Болница је  дуго радила у приватним кућама и другим објектима док није подигнута савремена окружна болница 1925. године, која и данас служи као окосница здравствене службе града и околине.
Крајем 19. и почетком 20. века. у Горњем Милановцу се са појавом среских и општинских лекара, повећава се и број здравствених радника и другог здравственог особља, а средином 1890-тих, у граду је отворена  прва приватна апотека. Њен власник био је Лука Јакшевац, кога су грађани Горњег Милановца 4. октобра 1900. године, са жаљењем што одлази, као дугогодишњег суграђанина, срдачно испратили за Крагујевац. Наредне године град поново има апотекара, овога пута Нићифора Филиповић, кога је након десет година рада  (1911) заменио Драгољуб Скубиц који је и дуже остао у граду.

Као први лекарски помоћник у историји здравства у Горњем Миланову помиње се 1903. године др Јован К. Крајинчанић, а као прва бабица у Горњем Милановцу (од 1910. године) била је Тодора П. Маринковићка.  Од установљавања места Окружног марвеног лекара (1886) пет година место је било празно. Тек 1891. године Ћирило Миљковић постављен је за новог Окружног марвеног лекара са седиштем у Горњем Милановцу.   Посебну пажњу заслужују добричинства др Милана Дамјановића, који је од 1906. до 1916. године био окружни физикус у граду. Њему су у знак признања на гробљу у Горњем Милановцу, наспрам старе капеле, захвалнипацијенти подигли јединствен надгробни споменик са следећим уклесаним текстом: 
| „ | Добротвору сиротиње др Милану Дамјановићу, окружном физикусу благодарни грађани града Горњег Милановца 1927. године. | ” |

Када је 1925. године изграђена наменска зграда болнице, станвништво је већ имало стечене навике да се лечи по принципима модерне европске медицине. Томе је сигурно допринео и војни гарнизон који је морао имати и одговарајућу војно санитетску службу. Значајно је истаћи да су лекари у Горњем Милановцу између два светска рата били и носиоци здравственог просвећивања.

## Делатност
Општа болница у Горњем Милановцу обавља поликлиничку и стационарну здравствену делатност, у оквиру које:
- Прати здравствено стање становништва и здравствену заштиту у областима за које је основана и преузима и предлаже мере за њихово унапређење;
- Прати и спроводи методе и поступке превенције, дијагностике, лечења и рехабилитације засноване на доказима, а нарочито оне утврђене стручно-методолошким протоколима;
- Обезбеђује услове за стручно усавршавање запослених и за унапређење организације и услова рада;
- Спроводи мере ради спречавања нежељених компликација и последица при пружању здравствене заштите, као и мере опште безбедности за време боравка пацијената у Општој болници у Прокупљу  и обезбеђује сталну контролу спровођења ових мера;
- Организује и спроводи мере у случају елементарних и других већих непогода а у оквиру својих делатности врши послове одбране земље који се односе на планирање, организовње, припремање и оспособљавање за рад у случају ратног и ванредног стања
- Одговорна је за вршење услуга из делатности за коју је регистрована, на нивоу утврђенх  планова одбране и одлука надлежних органа;
- Организује и спроводи стручно усавршавање здравствених радника, здравствених сарадника и осталих запослених у Болници ради унапређења квалитета стручног рада и проверу тих мера ;
- Организује и спроводи мере сталног унапређења квалитета стручног рада и спроводи његову унутрашњу проверу;
- Спроводи мере ради спречавања нежељених компликација и последица при пружању здравствене заштите
- Спроводи мере опште безбедности за време  боравка пацијената у Општој болници Прокупље и обезбеђује сталну контролу ових мера.

## Организација рада
Општа болница Горњи Милановац обавља здравствену делатност на секундарном нивоу, која обухвата: 
- пријем и збрињавање ургентних стања,
- специјалистичко консултативне прегледе,
- дијагностичку обраду,
- лечење и рехабилитацију

## Резултати рада
| Капацитет и коришћење опште болнице Горњи Милановац у 2015. години. | Капацитет и коришћење опште болнице Горњи Милановац у 2015. години. | Капацитет и коришћење опште болнице Горњи Милановац у 2015. години. | Капацитет и коришћење опште болнице Горњи Милановац у 2015. години. | Капацитет и коришћење опште болнице Горњи Милановац у 2015. години. | Капацитет и коришћење опште болнице Горњи Милановац у 2015. години. |
| Број постеља                                                        | Број исписаних болесника                                            | Број дана лечења                                                    | Просечна дужина лечења (дани)                                       | Просечна дневна заузетост постеља (%)                               | Обрт болничких постеља                                              |
| ------------------------------------------------------------------- | ------------------------------------------------------------------- | ------------------------------------------------------------------- | ------------------------------------------------------------------- | ------------------------------------------------------------------- | ------------------------------------------------------------------- |
| 150                                                                 | 7.839                                                               | 50.503                                                              | 6,4                                                                 | 92,2                                                                | 52,3                                                                |

## Организациона структура
Општа болница Горњи Милановац, која обавља стационарну и специјалистичко – консултативну делатност и друге делатности  преко организоване службе за обављање специјалистичко – консултативне и стационарне здравствене делатности и друге делатности организована је на следећи начин:

### Манаџмент
Управни органи
- Директор
- Управни одбор
- Надзорни одбор

Стручни органи
- Стручни савет
- Стручни колегијум
- Етички одбор
- Комисија за унапређење квалитета рада

### Службе, одељења, кабинети и одсеци
Служба за плућне болести са продуженим лечењем негом
- Кабинет за плућне болести
- Кабинет за функционалну дијагностику
- Дневна болница за дијагностику и терапијски третман

Служба интерне медицине
- Кабинет за интерну медицину и кардиологију
- Кабинет за ендокринологију
- Кабинет за гастроентерологију
- Кабинет за функционалну дијагностику
- Одсек за онкологију са дневном болницом

Служба за гинекологију и акушерство
- Одељење гинекологије
- Одељење акушерства
- Дневна болница за дијагностику и терапију

Служба педијатрије
Одељење за снабдевање крвљу и крвним продуктима
Кабинет медицинског снабдевања лековима и санитетским материјалом
Кабинет за патологију
Служба опште хирургије са ортопедијом урологијом, максилофацијалном хирургијом  и анестезијом и реанимацијом
- Кабинет за општу хирургију
- Кабинет за максилофацијалну хирургију
- Кабинет за урологију
- Кабинет за ортопедију са трауматологијом
- Дневна болница за дијагностику и терапију

Одељење за физикалну медицину и рехабилитацују
Служба за неурологију и психијатрију
- Одељење неурологије
- Одељење психијатрије
- Кабинет за психијатрију и неурологију
- Кабинет за неурофизиологију
- Дневна болница за неурологију
- Дневна болница за психијатрију

Служба лабораторијске дијагностике
Одељење микробиологије и паразитологије са праћењем интрахоспиталних инфекција,социјалном медицином
Одељење радиологије
- Кабинет за радиолошку дијагностику
- Кабинет за ултразвучну дијагностику

Кабинет за дерматовенерологију
Одељење за офталмологију
Одељење за оториноларингологију
Служба за правне, економске и техничке послове
- Одсек за правне,кадровске и опште послове
- Одсек за финансијску оперативу
- Одсек за рачуноводство
- Кабинет интерних контролора
- Одсек за техничке послове